# 慈航禅林寺
慈航禅林寺始建于明代，是一座位于中国天津市武清区河西务孝力村西北的佛教寺院，该建筑目前为一般保护等级历史风貌建筑。

## 历史
慈航禅林寺始建于明代，在禅林寺座落之处原为一个尼姑庵，后来颓废成墟，被北京广济寺改建为庙。所以乡间一直传说孝力禅林寺是北京广济寺的分寺。此庙建成若干年后，逐渐变得破败不堪。后因住持方丈为皇家治病得愈，皇上受僧所请，遂拨帑银重修此庙。新庙竣工后，又御笔亲题“敕赐慈航禅林”匾额一块。此匾黑地蓝字，落款处有帝号干支，在前殿门楣上方一直悬挂到中华人民共和国前夕。这座敕建古刹当时尚保存完好，庙里常住和尚二十余名，雇用长工十余人，自养骡马五六匹，自己耕种土地二百余亩。那时庙里的住持为宇光和尚，此僧早就在暗中为共产党办事。他带头实行减租减息，并将收上来的地租全部都用于支援革命。后来他在庙里的东跨院办了一所贫民学校，专收穷人的孩子上学，这批学生至今仍有多人健在。1947年冬，禅林寺被群众斗争，财产被抢一空。因传说佛像底下藏有金银珠宝，故佛像被全部推倒，地面被普遍挖掘，就连佛像上的鎏金也被刮光。1948年春，宇光和尚去了北京。此后数年，庙里经常有防汛的或开会的人员居住，那些檀香木佛胎都被当做劈柴给陆续烧光了。尤为可惜的是那块御赐匾额，也在这场混乱中被摘落下来，开始在村公所当床板用，后流落民间，从此再也不知去向。中华人民共和国成立之初，政府部门曾于1953年对这座古寺做过一次维修。1961年11月14日，武清县人民委员会将其确定为武清县县级文物保护单位。1968年，文化大革命期间，后殿及东西跨院被彻底扒平，建成了“孝力小学”，寺院中的几棵参天古柏，也在几年后被连根刨掉。此时的前殿和中殿因一直被生产队当做库房占用，虽屡经拆改，但总算苟延下来。1983年，由政府专门拨款，再次对两座大殿进行了保护性维修。

## 建筑

慈航禅林寺头层大殿

慈航禅林寺座北朝南，占地444平方米。建筑面积263平方米。庙之四周，圈有围墙，山门在东南角，门前置石狮一对。山门内有影壁，上嵌“法轮长转”四字。寺内建筑全为砖木结构，三层大殿座落于中轴线上，头层大殿面阔三间，进深七檩，前后出廊。殿中供着弥勒佛，两侧为十八罗汉，四面墙上都绘有壁画。
二层为正殿，位居全寺中央，同为三间，殿顶全为黄色琉璃瓦，昭示着御赐皇封的尊贵，是为全寺的主要建筑。此殿前廊之上，左设铜钟一口，身高两米、口阔一米；右置响鼓一面，直径一米有余。殿门两侧各自设有树一扇“清规”、“戒律”牌。步入殿内，居中供奉佛祖释迦牟尼，两旁为四大天王。
第三层为后殿，规格与前面两层基本相同，内中塑有观音菩萨及诸神，殿外走廊上塑着韦驮像一尊。在全寺供奉的数十尊神佛像中，除那尊韦驮像为泥塑外，其余全以檀香木做胎。在三层大殿的东西两侧，各有跨院一所。跨院以外为箭道，箭道外侧又从南到北建有两溜配房。里外相加，僧舍、配房足有数十间。1968年，文化大革命期间，后殿及东西跨院被彻底扒平，建成了孝力小学，唯剩前殿和中殿。

## 相关链接
- 天津市开放宗教活动场所列表